# Theodor Tappen
Theodor Tappen (* 25. Juni 1835 in Langlingen; † 22. März 1898 in Goslar) war ein deutscher Jurist und Bürgermeister.

## Leben
Theodor Tappen wurde 1835 als Sohn eines Pastors in Langlingen, südöstlich von Celle, geboren. Er legte das Abitur am Gymnasium Andreanum in Hildesheim ab und studierte nachfolgend Rechtswissenschaft in Göttingen und Jena. Anschließend folgte ab 1866 eine Tätigkeit an der Landdrostei und in der Provinzial-Finanzdirektion in Hannover. Tappen wurde 1869 zum Bürgermeister der zum Königreich Preußen gehörenden Stadt Goslar ernannt. Er legte die Grundlagen für ein neues Aufblühen der Stadt, indem er die Verbesserung der Schulen, die Restaurierung der Kaiserpfalz und die Anbindung Goslars an das Eisenbahnnetz förderte. In Tappens Amtszeit fällt der Besuch Kaiser Wilhelms I., der im August 1875 die Baustelle der Kaiserpfalz besichtigte. Tappen übte das Bürgermeisteramt bis zum Jahr 1881 aus, in welchem er als Geheimer Regierungsrat in das preußische Ministerium der geistlichen Unterrichts- und Medizinal-Angelegenheiten nach Berlin berufen wurde.
Tappen starb im März 1898 im Alter von 62 Jahren in Goslar. Ihm zu Ehren wurde die dortige Tappenstraße benannt. Seine Tochter Theda Tappen war Leiterin des Stadtarchivs Goslar.